# Nakasatsunai
Nakasatsunai (japanska: 中札内村?, Nakasatsunai-mura) är en landskommun (by) i Hokkaido prefektur i Japan. Den ligger cirka 25 kilometer om staden Obihiro. 
I Nakasatsunai ligger Rokka-no-mori, en park med ett antal museer.